# Eosqualiolus
Eosqualiolus — викопний рід катраноподібних акул з родини змієподібних (Dalatiidae). Існував впродовж еоцену-міоцену. Типовий вид E. aturensis описаний у 2006 році, існував у середньому еоцені на території теперішньої Франції. У 2012 році описано другий вид E. skrovinai із 14 викопних зубів, знайдених у міоценовій формації Лакшарська Нова Вес у Словаччині.

## Види
Рід включає два види:
- Eosqualiolus aturensis Adnet, 2006
- Eosqualiolus skrovinai Underwood & Schlogl, 2012